# Svenska mästerskapen i längdskidåkning 2007
Svenska mästerskapen i längdskidåkning 2007 arrangerades i Åsarna (flyttat från Hudiksvall), Östersund och Bruksvallarna.

## Medaljörer, resultat

### Herrar
| Gren                         | Guld                                                                | Guld                                                                | Silver              | Silver        | Brons              | Brons                    |
| 15 km (F)                    | Anders Södergren                                                    | Östersunds SK                                                       | Mathias Fredriksson | Axa SC        | Marcus Hellner     | Gellivare Skidallians IK |
| 50 km (K)                    | Mats Larsson                                                        | Åsarna IK                                                           | Johan Olsson        | Åsarna IK     | Jörgen Brink       | IFK Umeå                 |
| Double pursuit (15 K + 15 F) | Mathias Fredriksson                                                 | Axa SC                                                              | Anders Södergren    | Östersunds SK | Rickard Andreasson | IFK Mora SK              |
| Sprint (K)                   | Mats Larsson                                                        | Åsarna IK                                                           | Fredrik Persson     | Åsarna IK     | Björn Lind         | Hudiksvalls IF           |
| Sprintstafett (F)            | Östersunds SK (Anders Södergren, Thobias Fredriksson)               | Östersunds SK (Anders Södergren, Thobias Fredriksson)               |                     |               |                    |                          |
| Stafett 3 x 10 km (K)        | Östersunds SK (Mikael Ojala, Anders Södergren, Thobias Fredriksson) | Östersunds SK (Mikael Ojala, Anders Södergren, Thobias Fredriksson) | IFK Mora SK         | IFK Mora SK   | Falun/Borlänge SK  | Falun/Borlänge SK        |
| Lagtävling 15 km             | Östersunds SK                                                       | Östersunds SK                                                       |                     |               |                    |                          |
| Lagtävling 50 km             | Åsarna IK                                                           | Åsarna IK                                                           |                     |               |                    |                          |
| Lagtävling Double Pursuit    | Östersunds SK                                                       | Östersunds SK                                                       |                     |               |                    |                          |

### Damer
| Gren                           | Guld                                                           | Guld                                                           | Silver                | Silver        | Brons           | Brons         |
| 10 km (F)                      | Charlotte Kalla                                                | IFK Tärendö                                                    | Anna-Karin Strömstedt | Vansbro AIK   | Britta Norgren  | Sollefteå SK  |
| 30 km (K)                      | Anna Dahlberg                                                  | Åsarna IK                                                      | Elin Ek               | IFK Mora SK   | Sara Lindborg   | Östersunds SK |
| Double pursuit (7,5 K + 7,5 F) | Elin Ek                                                        | IFK Mora SK                                                    | Sara Lindborg         | Östersunds SK | Susanne Nyström | Piteå Elit SK |
| Sprint (K)                     | Charlotte Kalla                                                | IFK Tärendö                                                    | Ida Ingemarsdotter    | Åsarna IK     | Julia Limby     | Åsarna IK     |
| Sprintstafett (F)              | Åsarna IK (Anna Dahlberg, Ida Ingemarsdotter)                  | Åsarna IK (Anna Dahlberg, Ida Ingemarsdotter)                  | IFK Mora SK           |               | Piteå Elit SK   |               |
| Stafett 3 x 5 km (K)           | Piteå Elit SK (Emma Lundbäck, Susanne Nyström, Lina Andersson) | Piteå Elit SK (Emma Lundbäck, Susanne Nyström, Lina Andersson) | IFK Mora SK           | IFK Mora SK   | Östersunds SK   | Östersunds SK |
| Lagtävling 10 km               | Östersunds SK                                                  | Östersunds SK                                                  |                       |               |                 |               |
| Lagtävling 30 km               | Åsarna IK                                                      | Åsarna IK                                                      |                       |               |                 |               |
| Lagtävling Double Pursuit      | IFK Mora SK                                                    | IFK Mora SK                                                    |                       |               |                 |               |

### Webbkällor
- Svenska Skidförbundet
- Sweski.com
- Fis-ski.com (15 km herrar)